# 28th Street (stacja metra na Broadway Line)
28th Street – stacja metra nowojorskiego, na linii N, Q i R. Znajduje się w dzielnicy Manhattan, w Nowym Jorku i zlokalizowana jest pomiędzy stacjami 34th Street – Herald Square i 23rd Street. Została otwarta 5 stycznia 1918.